# En Tur til Grænsen 14 Dage efter Kapitulationen
|  | Denne artikel er oprettet af botten Steenthbot ud fra en ekstern database. Den kan derfor have sproglige fejl eller mangler. Denne skabelon kan fjernes efter kontrol af indholdet. |

En Tur til Grænsen 14 Dage efter Kapitulationen er en dansk dokumentarisk optagelse fra 1945.

## Handling
Optagelser fra forskellige steder i Sønderjylland maj 1945: Tankspærring nord for Kolding. Parkpladsen i Kolding - her samles alt efterladt tysk krigsmateriel fra hele Sydjylland. Materiellet omfatter bl.a. våben, hjelme og biler i hundredvis herunder en Rolls Royce fra Dunkerque. Soldater fra den dansk-svenske brigade holder vagt. Højdedraget Knivsbjerg med udsigten fra tårnets top. Tyskerne havde retningstelefoni-anlæg på alle højdepunkter i Danmark. Syd for Haderslev ses følgerne af et RAF-angreb på en tysk motorvejskolonne. De tyske soldater drager hjem i silende regn og må sove under åben himmel om natten. Grænsen ved Krusaa bevogtes af frihedskæmpere - englændere - den dansk-svenske brigade og danske betjente. Tyske soldater ankommer til den tyske side af grænsen for at blive visiteret. Tilbagetrækningen forløber planmæssigt. Ved opsamlingspladsen ved Krusaa undersøges en efterladt tysk radiovogn. Interneringslejren Frøslev - nu Faarhuslejren. Grænsen ved Rudbøl - det ene ben i Danmark, det andet i Tyskland. I Graasten ses Oberst Paludan Møllers nedbrændte hus på årsdagen for hans heltemodige kamp med 50-60 tyske soldater og Gestapo.